# Zlín Z–42
A Zlín Z–42 a csehországi Otrokovicében működő Moravan repülőgépgyár könnyű oktató-, gyakorló és túrarepülőgépe. Továbbfejlesztett változatai a Z–142 és Z–242. Négyszemélyes változata a Z–43.
Magyarországon a MÉM Repülőgépes Szolgálata (RSZ) rendszeresített e típusból 6 darabot a nyíregyházi bázisra kiképzésre (lajstromjel: HA-SFA...SFG), melyből mára mindössze 3 darab maradt az országban magánüzemeltetőknél (SFA, SFE, SFG), a többi összetört (SFC, SFD) vagy eladták (SFB).

## Műszaki adatok (Z–42)
- Személyzet: 1 fő
- Hossz: 7,07 m
- Fesztáv: 9,11 m
- Magasság: 2,69 m
- Szárnyfelület: 13,152 m2
- Szerkezeti tömeg: 600 kg
- Maximális felszállótömeg: 920 kg
- Motor: Walter M137A hathengeres soros motor
- Motor felszálló teljesítménye: 132 kW (180 LE)
- Maximális sebesség: 315 km/h

## Rendszeresítő államok
- Algéria
- Angola
- Horvátország – 5 db Zlín Z–242L
- Csehország
- Egyiptom
- Magyarország – 6 db Zlín Z–242L és 2 db Zlín Z–143LSi
- MKD
- Mexikó – 9 db Zlín Z–242L
- Peru
- Szlovénia
- Tamil Ílam
- Jemen

## Korábban rendszeresítő államok
- Bulgária – Z–42
- NDK – Z–42, 5 db Zlín Z–242L
- Magyarország – 6 db Zlín Z–42

## Külső hivatkozások
- A repülőgépet gyártó Moravan repülőgépgyár honlapja